# Mîhlîn, Horohiv
Mîhlîn (în ucraineană Михлин) este localitatea de reședință a comunei Mîhlîn din raionul Horohiv, regiunea Volînia, Ucraina.

## Demografie
Componența lingvistică a localității Mîhlîn
     Ucraineană (98,46%)
     Alte limbi (0,93%)
Conform recensământului din 2001, majoritatea populației localității Mîhlîn era vorbitoare de ucraineană (98,46%), existând în minoritate și vorbitori de alte limbi.